# 모리셔스날여우박쥐
모리셔스날여우박쥐(Pteropus niger)는 큰박쥐과에 속하는 박쥐의 일종이다. 큰마스카레네날여우박쥐 또는 모리셔스과일박쥐로도 알려져 있다. 왕박쥐속에 포함되며 모리셔스와 레위니옹의 토착종이다.

## 특징
날개 폭은 최대 80cm이고, 모리셔스에서 가장 큰 포유류이다. 털은 황금색이다. 작은 귀와 정강이뼈 위의 굵은 털, 등쪽의 윤이 나는 털과 붉은 색조와 함께 거무스름한 갈색 외투를 갖고 있으며, 진한 갈색의 중간 가시모양 돌기선과 측면의 담황색 반점이 뒤쪽으로 이어진다. 중형 크기의 박쥐이다. 다 자란 박쥐의 전완장은 평균 152mm이고 수컷과 암컷 사이에 차이가 없다. 주로 야행성 생활을 하지만 일부는 낮에도 관찰되고 보통 해가 뜰때까지 둥지에서 생활한다. 몸무게 분포 40~800g 정도이고, 해수면부터 해발 1500m 사이에서 발견된다.